# Leone d'oro

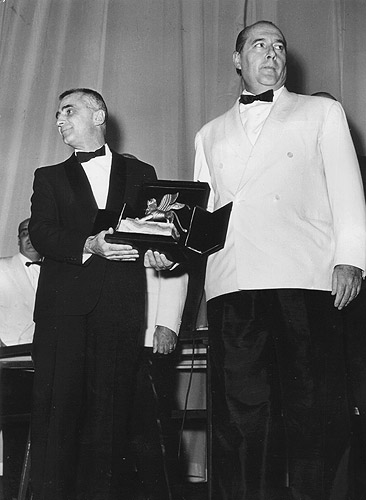
Roberto Rossellini e Mario Monicelli vincono il Leone d'Oro nel 1959 rispettivamente per Il generale Della Rovere e La grande guerra

Il Leone d'oro è il primo premio che viene assegnato nell'ambito della Biennale di Venezia in diverse arti, anche se solitamente viene associato alla Esposizione internazionale d'arte di Venezia ed alla Mostra internazionale d'arte cinematografica di Venezia, la rassegna cinematografica lagunare nata nel 1932.
Viene assegnato anche il Leone d'Oro da parte del Gran Premio Internazionale di Venezia, alle arti, professioni, industria, cucina e sport presso il Palazzo Grandi Stazioni, sede della Regione Veneto, nonché presso il Senato della Repubblica e la Camera dei Deputati.

## Storia
Il premio porta questo nome solo dal 1954. Precedentemente era conosciuto come il Leone di San Marco (tra il 1949 ed il 1953) e prima ancora (nel 1947 e nel 1948) come il Gran Premio Internazionale di Venezia. A partire dal 1968, è stato istituito anche il Leone d'oro alla carriera.
Fino al 1942, il massimo riconoscimento della rassegna era la Coppa Mussolini, che risentiva del clima politico propagandistico dell'epoca, che veniva assegnata doppiamente, sia per il miglior film italiano, che per il miglior film straniero.

## Categorie
- Leone d'oro al miglior film
- Leone d'oro alla carriera